# Aéroport d'Oujhorod
L'aéroport d'Oujhorod (en ukrainien : Міжнародний аеропорт Ужгород, i. e. : Aéroport international d'Oujhorod) est une structure aérienne (code IATA : UDJ • code OACI : UKLU) situé dans la ville d' Oujhorod en Ukraine.

## Historique
En 1927 la ville vendait une pâture à la Tchécoslovaquie pour y installer un aérodrome militaire. L'aéroport reçoit sa certification Agence de l'Union européenne pour la sécurité aérienne en juin 2016.

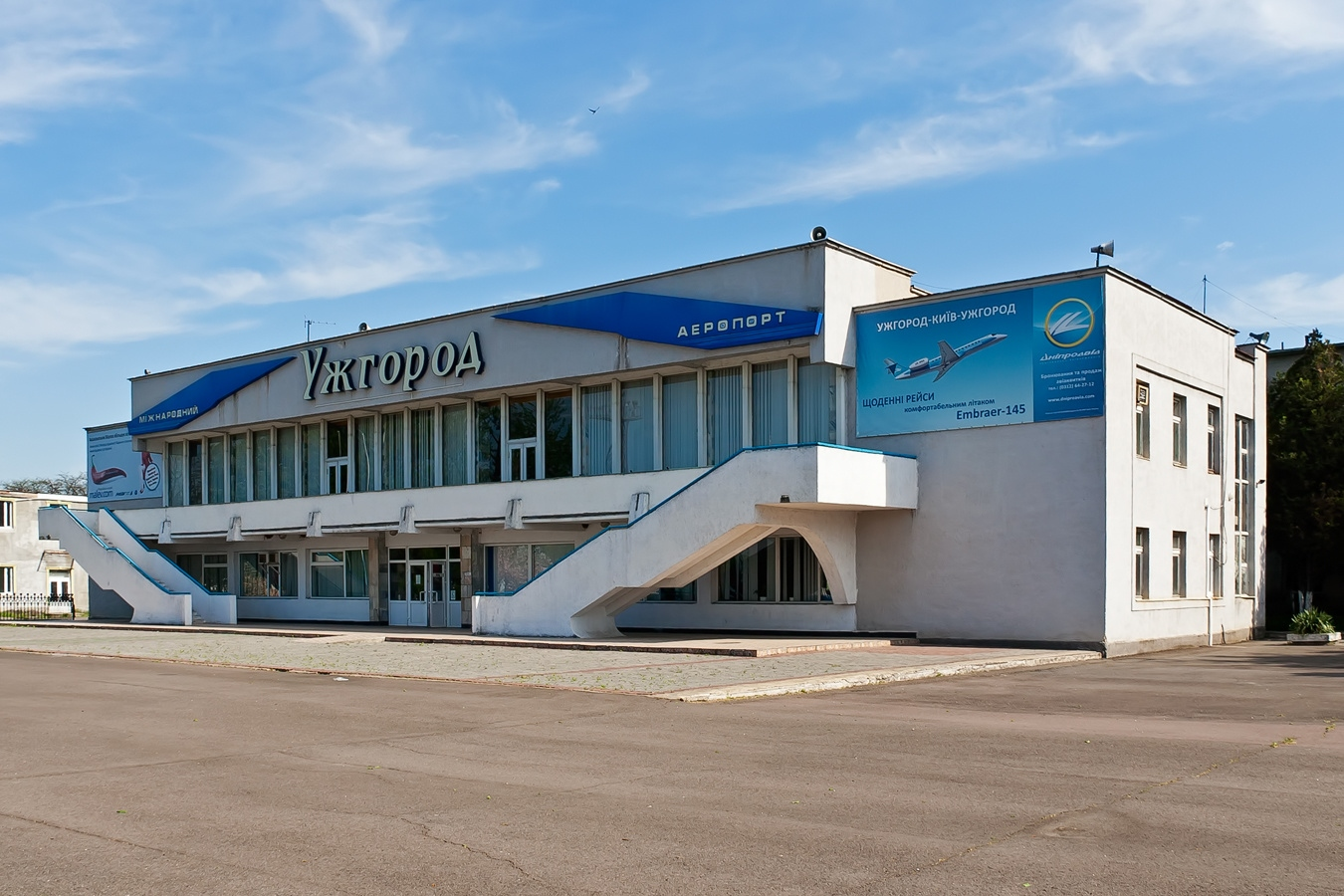
Le bâtiment,
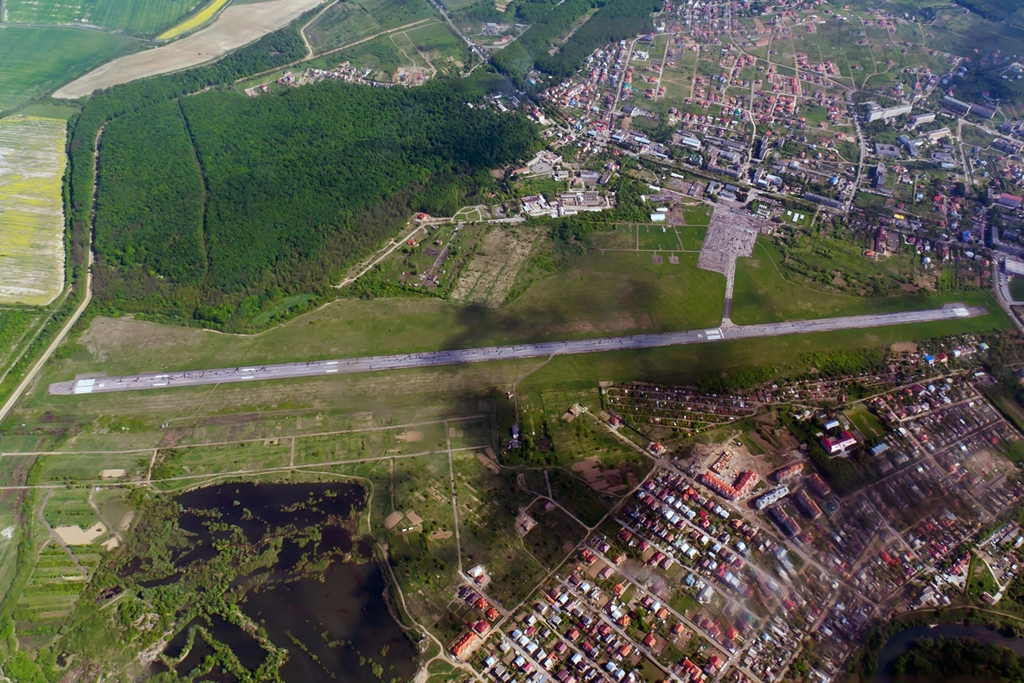
la piste sur une vue aérienne, la route à gauche marque la frontière avec la Slovaquie.

### Situation
| Berdiansk Oujhorod Brody Ouman Kanatove Konotop Djankoï Tchouhouïv Kryvyï Rih Donetsk Sébastopol DniproVesseloïeBaheroveHorodokChersonèseGvardeïskoïeKatchaIvano-Frankivsk Izmaïl JovtneveJytomyr Koulbakino Kharkiv · Charcovie Khmelnytskyï Kherson KrementchoukKiev/Kyïv · Jouliany Kiev/Kyïv · Boryspil Kryvyï Rih Kolomya Loutsk Louhansk LvivMarioupol Mykolaïv Myrhorod Nijyn Odessa Poltava Rivne Sambir Simferopol Starokostiantyniv Tchernivtsi Vinnytsia Zaporijjia |